# 壊疽性膿皮症
壊疽性膿皮症 (えそせいのうひしょう、pyoderma gangrenosum) は、非感染性の自己炎症性皮膚疾患のひとつである。
軽微な外傷をきっかけにして有痛性紅斑や毛包炎様の結節、水疱、膿疱などで始まり、短時間で潰瘍化し拡大する。
潰瘍面は赤色調や赤褐色調の肉芽で、黄色の壊死組織や膿汁を付着する。潰瘍辺縁は浮腫性堤防状に隆起する。
壊疽性膿皮症には血液検査や生検病理組織で特異的所見はなく、診断はその特徴的臨床像と他の潰瘍性皮膚疾患の除外によってなされる。

壊疽性膿皮症の4分の3程度では炎症性腸疾患、血管炎、関節リウマチ、白血病、C型肝炎、全身性エリテマトーデスなどの様々な基礎疾患を合併することが知られており、壊疽性膿皮症と診断したら何らかの基礎疾患を合併していないか検査が必要である。

## 治療
軽症例や表在型ではステロイド外用、ヨウ化カリウム内服、ジアフェニルスルホン内服などが用いられる。
中等症以上の症例ではステロイドの全身投与が第一選択となることが多い。
1. ↑  “Pyoderma Gangrenosum”. EMedicine. (April 23, 2012).
2. ↑  “Effectiveness of systemic treatments for pyoderma gangrenosum: a systematic review of observational studies and clinical trials”. The British Journal of Dermatology 179 (2):  290–295. (August 2018). doi:10.1111/bjd.16485. PMID 29478243.